# Логинов, Константин Кузьмич
Константи́н Кузьми́ч Ло́гинов (26 сентября 1952, Вытегра, Вологодская область, РСФСР, СССР — 18 ноября 2020, Петрозаводск, Республика Карелия, Россия) — советский и российский этнограф, специалист по русским Карелии.
Кандидат исторических наук (1986), старший научный сотрудник Сектора этнологии Института языка, литературы и истории Карельского научного центра РАН.

## Биография
Родился 26 сентября 1952 года в городе Вытегра Вологодской области. Воспитывался матерью Клавдией Николаевной, журналисткой районной газеты «Красное знамя», в годы войны работавшей на разминировании оштинских рубежей. Этнографией заинтересовался ещё в детстве, познакомившись в четырнадцатилетнем возрасте с научно-популярной книгой Н. Н. Чебоксарова, обнаруженной в школьной библиотеке.
В 1970 году окончил среднюю школу и предпринял первую попытку поступления в университет, оказавшуюся неудачной, после чего был призван в ряды Советской армии. В 1974 году успешно поступил на кафедру этнографии и антропологии исторического факультета Ленинградского государственного университета.
Вынужден был совмещать учёбу с работой дворником и вспоминал о своём распорядке дня следующее:

«С 6 утра спешил на уборку территории на Малом проспекте Васильевского острова, к 9 утра — на первую пару на факультет, ближе к вечеру — в Большой комитет ВЛКСМ ЛГУ, а далее, до 10 вечера проходило время главного из бесплатных удовольствий советской эпохи — работа в читальном зале. Продуктовый магазин рядом с моей дворницкой комнатой работал до 23.00. Оставалось время, чтобы сварить пельмени или поджарить яичницу и заснуть на сытый желудок. На личную жизнь оставался только субботний вечер, поскольку воскресенье уходило на подготовку к семинарам, иностранному языку и т. п.» 
В 1978 году награждён медалью «За трудовое отличие».
В 1979 году окончил университет с отличием. Тема дипломной работы — «Материальная культура русских Заволочья».
С 1980 по 1983 годы учился в аспирантуре Ленинградского отделения Института этнографии АН СССР. После окончания аспирантуры переехал в Петрозаводск и в январе 1984 года был зачислен на должность младшего научного сотрудника в Институт языка, литературы и истории Карельского филиала АН СССР.
3 апреля 1986 года под руководством Т. В. Станюкович защитил диссертацию на соискание учёной степени кандидата исторических наук на тему «Материальная культура заонежан».
С 1991 года — научный сотрудник, с 1994 года — старший научный сотрудник сектора этнологии ИЯЛИ КарНЦ РАН. В 2006—2008 годах исполнял обязанности заведующего этим сектором.
С 2004 года преподавал на кафедре музыки финно-угорских народов в Петрозаводской государственной консерватории имени А. К. Глазунова, где читал курсы, посвящённые истории и этнографии финно-угров. Также преподавал этнографические дисциплины в Карельском колледже культуры и искусств.
В 2006 году награждён премией Республики Карелия в области культуры, искусства и литературы за цикл монографий о карельских поселениях.
Активно сотрудничал с заповедниками «Кижи» и «Кенозеро».
Скончался 18 ноября 2020 года в госпитале для ветеранов войн в Петрозаводске на 69-м году жизни. Причиной смерти стали осложнения после перенесённой коронавирусной инфекции. Прощание прошло в траурном зале на Неглинском кладбище.
Автор около 200 научных работ. Фонд полевых материалов учёного в архиве КарНЦ РАН насчитывает свыше 140 единиц хранения.

## Научная деятельность
В студенческие годы участвовал в научных экспедициях. В 1975 году работал в кавказской археологической экспедиции в Хумаре, в 1976 году выезжал в Хакасию. В 1977 году по договорённости своего научного руководителя А. В. Гадло с карельской исследовательницей Р. Ф. Никольской впервые отправился к шёлтозерским вепсам в Карелию. Позже К. К. Логинов писал об этом: 

«Отправляясь в свою первую экспедицию в Карелию, автор был далек от мысли о том, что Карелия — это судьба на всю оставшуюся научную жизнь».
С приходом Логинова в сектор этнографии и этносоциологии Института языка, литературы и истории КарНЦ РАН в нём возникло новое научное направление — изучение русского населения Карелии и в особенности русских Заонежья, интерес к которым со стороны читателей обусловлен ареалом их расселения, который в массовом сознании ассоциируется с островом Кижи. Другой предмет интереса учёного — русские Водлозерья.
В диссертационном исследовании К. К. Логинов выделил в культуре русских Заонежья несколько пластов: пласт древненовгородских элементов, прибалтийско-финский пласт элементов, заимствованных от дославянского населения Заонежья и от соседних карел и вепсов, пласт локальной заонежской специфики и пласт заимствований из городской культуры.
На рубеже 1990—2000-х годов совместно с академиком В. П. Орфинским принимал участие в исследовательских проектах по изучению карельских поселений. Участвовал в работе над энциклопедей «Карелия» — среди прочего, подготовил статью о Г. И. Куликовском.

## Избранные труды
- Материальная культура и производственно-бытовая магия русских Заонежья (1993)
- Этнолокальная группа русских Водлозерья (2006)
- Традиционный жизненный цикл русских Водлозерья: обряды, обычаи и конфликты (2010)